# Forfatteren Johannes V. Jensen
Forfatteren Johannes V. Jensen er en dansk dokumentarisk optagelse fra 1945.

## Handling
Optagelser fra august 1945 af Johannes V. Jensen i sit hjem på Kastelsvej i København; i dagligstuen sammen med sin hustru og i arbejdsværelset. Derefter ved stendyssen Mor Gribs Hule i Gribskov sammen med børnebørnene og ved sommerhuset i Tibirke Bakker (disse tre klip er uden lyd). Herefter læser forfatteren en tekst op til kameraet, hvor han besvarer spørgsmålet "Hvorfor blev jeg skribent?" og redegør for sin forfattervirksomhed og sin poetik. Sidstnævnte klip stammer fra en anden film optaget i 1947.

## Medvirkende
- Johannes V. Jensen